# Microtropesa canberrae
Microtropesa canberrae är en tvåvingeart som beskrevs av Paramonov 1951. Microtropesa canberrae ingår i släktet Microtropesa och familjen parasitflugor. Inga underarter finns listade i Catalogue of Life.